# Plaza de la Villa
La Plaza de la Villa è una piazza che si trova nel centro storico di Madrid, accanto alla calle Mayor.
Nella piazza si trovano le facciate principali di tre edifici di grande valore storico ed artistico: la Casa e la Torre de los Lujanes, una costruzione in stile gotico-mudéjar del XV secolo che si trova sul lato orientale della piazza, la Casa de Cisneros, un palazzo plateresco del XVI secolo che si trova nella parte meridionale della piazza, e la Casa de la Villa, una costruzione barocca del XVII secolo, che si trova nella parte occidentale ed è una delle sedi del Municipio di Madrid.